# Sent Quentin de Varon
Sent Quentin de Baron (en francès Saint-Quentin-de-Baron) és un municipi francès situat al departament de la Gironda i a la regió de la Nova Aquitània.

## Demografia
| 1962                                       | 1968 | 1975 | 1982 | 1990 | 1999 | 2007  |
| ------------------------------------------ | ---- | ---- | ---- | ---- | ---- | ----- |
| 728                                        | 730  | 723  | 853  | 947  | 958  | 1.347 |
| Des de 1962: població sense dobles comptes |      |      |      |      |      |       |

## Administració
| Període | Identitat     | Partit |
| ------- | ------------- | ------ |
| 2001-   | Christian Mur | PS     |

## Patrimoni i turisme
- Castell de Bisqueytan.
- Església de Sent Quentin de Baron. S. XII
- Safaretjos comunals.
- Mansió d'Helena. S. XV-XVI. Restaurada.
- Font de la picharotte.
- Antic priorat de Carensac. Situat al camí de Sant Jaume.
- Grutes de jaurias. Descobertes el 1944. Descoberta de restes de l'època Magdaleniana. Mobiliari protohistòric.
- Abric Lespaux. Descobert el 1943. Veí de les grutes de jaurias. Habitat durant el Peigordià superior.
- Lloc de Moulin-Neuf, descobert el 1939. Assentaments del Magdelenià mitjà.
- "Elisabeth" i "Anne-Jeanne", les campanes de l'església.

## Agermanaments
- Kalyvès